# Brutal: Paws of Fury
Brutal: Paws of Fury, conosciuto in Giappone come Animal Buranden - Brutal (アニマル武乱伝 ブルータル?, Animaru Take Randen Burūtaru), è un videogioco picchiaduro in 2D pubblicato da GameTek Inc. nel 1994. Il gioco dispone di un gruppo di vari animali antropomorfizzati come combattenti selezionabili. Dispone anche della possibilità di apprendere nuovi attacchi e salvarli tramite password. Fu originariamente un'esclusiva per Sega Mega CD, fu in seguito convertita su altre console.

## Pubblicazione
Brutal: Paws of Fury fu pubblicato nel 1994 da GameTek e Cybersoft negli Stati Uniti e Europa, e da Kemco in Giappone. Il gioco fu pubblicato per Sega Mega CD, Amiga, Amiga CD32, Sega Mega Drive, e SNES. Una versione aggiornata, Brutal Unleashed: Above the Claw (anche intitolata Brutal: Above the Claw), fu pubblicata per Sega Mega Drive 32X e MS-DOS nel 1995 con due nuovi personaggi giocabili, nuove arene, un intro remixato, e nuova musica. Il contenuto e la meccaniche di gioco generali rimangono costanti in tutte le sue incarnazioni, sebbene le versioni Sega Mega CD e Sega Mega Drive 32X posseggano sonoro e grafica superiori.

## Trama

### Brutal: Paws of Fury
Ogni quattro anni sull'inesplorata Brutal Island, i più forti lottatori di arti marziali vengono invitati a lottare nel più arduo torneo, giustamente denominato Brutal Island Tournament. Solo il vincitore di questo torneo ottiene il privilegio di sfidare Dali Llama, il più grande lottatore al mondo, per l'ambita cintura del paradiso.

### Brutal Unleashed: Above the Claw
Quattro anni dopo il torneo di Brutal: Paws of Fury, i partecipanti ritornano a Brutal Island una volta ancora per combattere nuovamente contro Dali Llama per la cintura del paradiso. Il torneo è inoltre un modo per Dali Llama per "testare" i guerrieri, giudicando chi dei quali è in possesso dello "spirito del guerriero".

## Giochi
- Brutal: Paws of Fury - La versione disponibile per Sega Mega CD, Sega Mega Drive, Commodore Amiga, Commodore Amiga CD32, e Super Nintendo Entertainment System.
- Animal Buranden - Brutal - La versione giapponese per Super Famicom.
- Brutal Unleashed: Above the Claw - L'aggiornamento/sequel disponibile su Sega Mega Drive 32X e MS-DOS.

## Personaggi
Tutti i personaggi del gioco sono animali antropomorfizzati. L'originale Brutal: Paws of Fury include:
- Kung-Fu Bunny - Un coniglio monaco.
- Prince Leon del Kenya - Una rock star leone.
- Rhei Rat - Un ratto esperto Thai boxer.
- Tai Cheetah - Un ghepardo mentore di Kendo Coyote.
- Kendo Coyote - Un coyote motivato dall'avidità.
- Foxy Roxy - Un politico e attivista sociale volpe.
- Ivan the Bear - Un orso ex soldato sovietico e che si dichiara di essere l'animale più forte al mondo.
- Pantha - Una pantera membro di un sinistro culto.
- Karate Croc - Un coccodrillo coinvolto spesso in risse da bar.
- Dali Llama - Un lama che è attualmente il possessore della cintura del paradiso.

Nota: Karate Croc e Dali Llama sono giocabili solo attraverso una sequenza segreta di bottoni.
Brutal Unleashed: Above the Claw introduce due nuovi personaggi:
- Chung Poe - Una talpa che si trasforma in un ibrido pipistrello-dragone antropomorfo in combattimento.
- Psycho Kitty - Un gatto che apparentemente soffre di iperattività.